# 张家港经济技术开发区
张家港经济技术开发区，是中华人民共和国江苏省苏州市张家港市下辖的一个类似乡级单位。

## 行政区划
下辖以下地区：
张家港经济技术开发区社区、南湖苑社区、塘市社区、旺西社区、民丰社区、东兴苑社区、北海社区、金塘社区民委会、汤联村、棋杆村、南庄村、河北村、河南村、河头村、李巷村、新民村和勤星村。